# Джонсфон
John’s Phone (или Джонсфон) — модель мобильного телефона, созданная в Нидерландах и выпускавшаяся фирмой John Doe Amsterdam.

## Описание

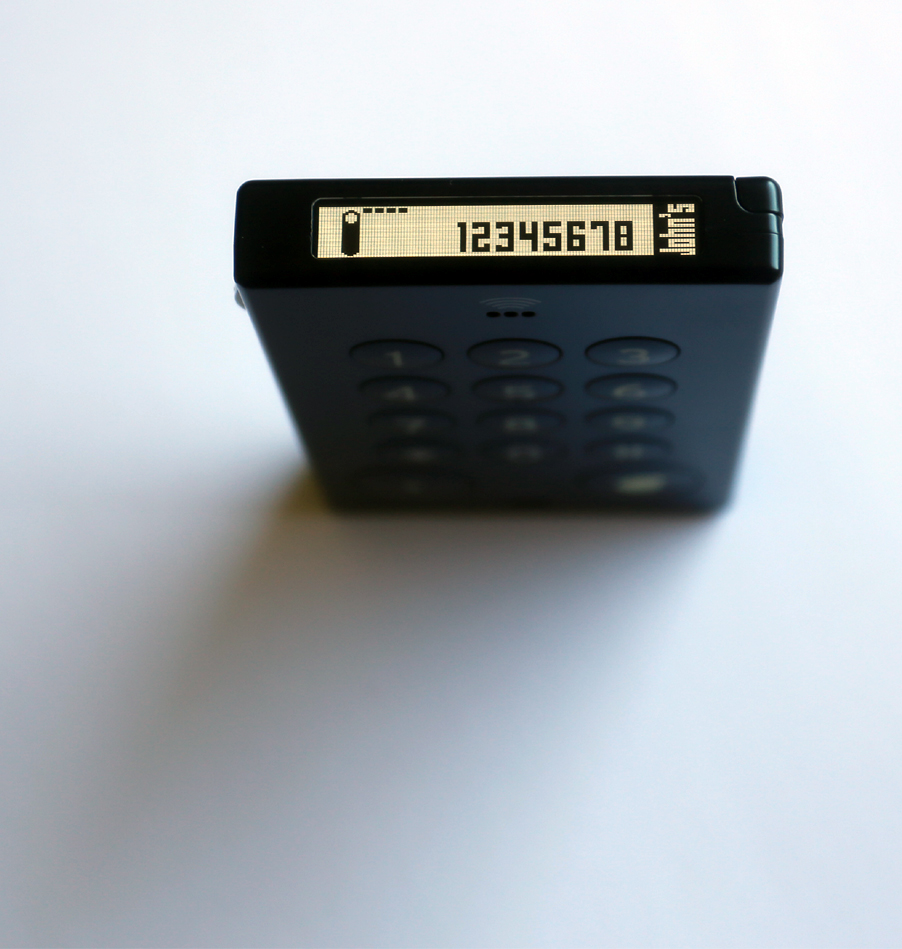
Маленький экран на верхней части телефона

Джонсфон — простейший сотовый телефон, способный только отправлять и принимать звонки. На верхней грани предусмотрен строчный дисплей, отображающий номер звонящего абонента. Аппарат способен считывать номера телефонов записанных на SIM-карту. Возможно внести несколько номеров в список быстрого набора. С обратной стороны присутствует записная книжка, куда с помощью прилагаемой ручки можно занести номера телефонов либо иную необходимую информацию. Как ручку, так и записную книжку можно заменить. Аппарат имеет виброзвонок. Аккумулятор способен работать в режиме ожидания без подзарядки до трех недель. Для зарядки аккумулятора используется разъём microUSB.
Разработчиками данной модели являются Хейн Мевиссен и Дидерикье Вок из голландского рекламного и дизайнерского агентства John Doe Amsterdam. Его рекламируют как средство мобильной связи, подходящее для детей, пожилых и технофобов.

## Особенности
- Для создания списка контактов в данном телефоне применяется простой 32-х страничный блокнот с шариковой ручкой, которые содержатся в тыльной части корпуса телефона.
- В качестве источника питания используется батарея ёмкостью 1200 мА/ч.
- Когда телефон заряжен полностью, в правой части узкого дисплея телефона светится слово «JOHNS». По мере разрядки батареи эти буквы пропадают.
- При активном использовании телефона заряда хватает на 6 часов.
- При приёме звонка с другого телефона джонсфоны могут как звонить, так и работать в режиме вибрации.
- Память телефона может хранить до 10 контактов для быстрого набора.
- Клавиатура содержит только номера от 0 до 9, звёздочку, решётку и кнопки позвонить/принять звонок и конец связи/отклонить звонок.

## Закрытие проекта
1 января 2012 года появилась информация о закрытии производства Джонсфонов. Магазином John’s Phone Россия сообщалось, голландские партнёры приняли решение прекратить производство телефонов, считая, что нужно уходить на пике популярности, а судьба бренда и Фони остаётся неизвестной.